# 髙木七海
髙木 七海（たかぎ ななみ）は、日本の女優・タレント・事業家。

## 来歴・人物
2013年から2015年にスーパーGT、JLOCランボルギーニチームのレースクイーン及びチームサポートを務める。
2015年に田中壱征監督作品『ぬくもりの内側』のオーディションに合格。初の映画出演となる。その後、女優として活動を開始。
田中監督に師事し、2024年公開の映画『風が通り抜ける道』では沖縄に移住した関西出身のカフェアテンダント「月皐」を演じる。また、この映画のスピンオフ作品である大原誠弍監督作品の映画『虹、結』では、初のメインキャストとなる。
2025年開催のEXPO2025大阪・関西万国博覧会にてドイツパビリオン【Wa!ドイツ】にてプロモーターを担当する。

## 出演

### 映画
- 2023年　厚生労働省推薦（2022年）映画「ぬくもりの内側」イオンエンターテイメント、服部佐紀役

（田中壱征監督/白石美帆/三田佳子/スギちゃん/音無美紀子/島田順司　他）
- 2024年　沖縄国際映画祭（2023年）正式出品　沖縄本土復帰50周年記念映画「風が通り抜ける道」イオンエンターテイメント、月 皐役

（田中壱征監督/山田邦子、具志堅用高、藤木勇人、比嘉梨乃 他）
- 2024年公開予定映画「虹、結」月 皐役

（大原誠弍監督/春風亭昇太、仲田幸子、ひーぷー、海道力也　他）

### 舞台
- 「YES.I AM」 - アイルトン・セリーナ 役

### テレビ
- テレビ東京最強大食い王決定戦2024[1]
- BBCびわ湖放送　勇さんのびわ湖カンパニー『ガチンコプレス』 - レギュラー出演
- KBS京都バラエティ「勇さんのびわ湖バイタル研究所」 - レギュラー出演
- 朝日放送「ビーバップハイヒール」
- テレビ大阪「P-1ぱち友倶楽部」
- サンテレビ「Like a Wind」
- サンテレビ「BULL ROCK TV」 - レギュラー出演

### CM
- 2015年 ユニバーサル・スタジオ・ジャパン
- WEB「P&G電気歯ブラシ Brown Oral-B」

### モデル
- 2013～2015年 スーパーGT300クラスCrystal crocoランボルギーニレースクイーン[2][3][4]
- 2016～2019年 スーパーダートトライアル - イメージガール
- 2011年～ 大阪オートメッセ - 車横モデル[5]
- 2015年〜 東京オートサロン - 車横モデル
- ホール情報誌「ジャンバリ」 - アイドルユニット ジャンバリ天使
- JCOM主催神戸ファッションウィークモデル
- 旅情報誌るるぶ - モデル
- 雑誌GAL PARADICE
- ミズカガミコスメ - 公式アンバサダー
- WINS梅田 - WINSガール
- モーターショーBMW mini - 車横モデル
- 沖縄モータースポーツフェスティバル - ステージモデル

### MC
- JCOM「咲々ROCK」 - パーソナリティ
- モーターサイクルショー「American」 - ブースMC

### ラジオ
- ラジオ岸和田 - ゲスト出演